# كورنيون
الصف الأول
جون أوبي
بوب فيتزسيمونز
همفري ديفي
إدوارد بوسكاوين
آرثر كويلر-كاوتش
الصف الثاني
كريغ واذرهيل
هنري جينر
ريتشارد تريفيثيك
إميلي هوبهاوس
ويليام بلاي
الصف الثالثجوزيف تريوافاس
جون وليام كولنسو
وليام بينغيلي
جيثرو
جون كوش آدامز
كورنيون (بالإنجليزية: Cornish people)‏ وهم مجموعة عرقية من الناس تتواجد في منطقة كورنوال في جنوب غرب جزيرة بريطانيا في إنجلترا وهُم معترف بهم كأقلية عرقية في المملكة المتحدة وتعود أصولهم إلى البريطونيين القدماء وهم فيها هناك منذ الاستعمار الروماني لبريطانيا، يبلغ عددهم في العالم حالياً من 6 إلى 11 مليوناً ويتواجد 534,300 فقط في بريطانيا بينما أغلبيتهم كانوا قد هاجروا من بريطانيا نظرا لقرب منطقتهم من الموانئ الرئيسية في إنجلترا، ويتواجد حوالي مليون منهم في أستراليا و يتواجد ما بين مليون ومليونين ونصف في الولايات المتحدة وينتشرون في بلدان أُخرى من العالم الجديد منها كندا ونيوزيلندا، يتكلم الكورنيون باللغة الكورنية واللغة الإنغليزية ويعتنق أغلبهم المسيحية وخاصةً المذهب البروتستانتي ويوجد أيضاً كاثوليك و ميثوديون و أنجليكانيين و مشيخيين ويتجمعون في مدينة بريستول.

## روابط خارجية
- محافظة كورنوال